# Савинська селищна територіальна громада
Савинська селищна об'єднана територіальна громада — об'єднана територіальна громада в Україні, в Ізюмському районі Харківської області. Адміністративний центр — селище Савинці.
Площа громади — 425,2 км2, населення громади — 10 543 осіб (2020)
Утворена 12 червня 2020 року шляхом об'єднання Савинської селищної ради та Веселівської, Вишнівської, Залиманської і Морозівської сільських рад Балаклійського району Харківської області.
19 липня 2020 року, в результаті адміністративно-територіальної реформи та ліквідації Балаклійського району, громада увійшла до складу новоутвореного Ізюмського району.
Перші вибори селищної ради та селищного голови Савинської селищної громади відбулися 25 жовтня 2020 року.

## Населені пункти
До складу громади входять 6 селищ: Веселе, Крючки, Новоселівка, Нурове, Савинці, Теплянка та 12 сіл: Бородоярське, Вільхуватка, Вишнева, Довгалівка, Залиман, Затишне, Мирна Долина, Морозівка, Норцівка, Пазіївка, Слабунівка, Українка.